# Xestia destituta
Xestia destituta är en fjärilsart som beskrevs av John Henry Leech 1900. Xestia destituta ingår i släktet Xestia och familjen nattflyn. Inga underarter finns listade i Catalogue of Life.